# رستم كاسيمجانوف
رستم قاسمجانوف (1979 - ) هو لاعب شطرنج محترف أوزبكي فاز ببطولة العالم للإتحاد الدولي للشطرنج عام 2004 بعد فوزه على الإنكليزي مايكل أدامس.

## وصلات خارجية
- رستم كاسيمجانوف على موقع الاتحاد الدولي للشطرنج (الإنجليزية)
- رستم كاسيمجانوف على موقع مباريات الشطرنج (الإنجليزية)
- رستم كاسيمجانوف على موقع 365Chess.com (الإنجليزية)
- رستم كاسيمجانوف على موقع Chesstempo.com (الإنجليزية)
- رستم كاسيمجانوف على موقع الاتحاد الأمريكي للشطرنج (الإنجليزية)
- رستم كاسيمجانوف سجل أولمبياد الشطرنج على موقع OlimpBase.org (الإنجليزية)